# Rugby sevens nos Jogos Olímpicos de Verão de 2020 - Feminino
O torneio feminino de rugby sevens nos Jogos Olímpicos de Verão de 2020 foi realizado entre os dias 29 e 31 de julho de 2021 no Estádio de Tóquio. Doze equipes participaram do evento.
Originalmente programado para 2020, em 24 de março daquele ano as Olimpíadas foram adiadas para 2021 devido à pandemia de COVID-19. Pela mesma razão todas as partidas foram realizadas com os portões fechados.
A Nova Zelândia conquistou o seu primeiro título olímpico no rugby ao vencer a França na final. Fiji conquistou a medalha de bronze ao superar a Grã-Bretanha.

## Medalhistas
|  | NZL Nova Zelândia |  | FRA França |  | FIJ Fiji |
|  | Michaela Blyde Kelly Brazier Gayle Broughton Theresa Fitzpatrick Stacey Fluhler Sarah Hirini Shiray Kaka Tyla Nathan-Wong Risi Pouri-Lane Alena Saili Ruby Tui Tenika Willison Portia Woodman |  | Coralie Bertrand Anne-Cécile Ciofani Caroline Drouin Camille Grassineau Lina Guérin Fanny Horta Shannon Izar Chloé Jacquet Carla Neisen Séraphine Okemba Chloé Pelle Jade Ulutule |  | Lavena Cavuru Raijieli Daveua Sesenieli Donu Laisana Likuceva Rusila Nagasau Ana Naimasi Alowesi Nakoci Roela Radiniyavuni Viniana Riwai Ana Maria Roqica Vasiti Solikoviti Lavenia Tinai Reapi Ulunisau |

## Calendário
| FG | Fase de grupos | PC | Partidas de classificação | QF | Quartas de final | SF | Semifinal | F | Finais |

| M | Manhã | N | Noite |

| Data →   | 26 jul | 26 jul | 27 jul | 27 jul | 27 jul | 28 jul | 28 jul | 28 jul | 28 jul | 29 jul | 29 jul | 30 jul | 30 jul | 30 jul | 31 jul | 31 jul | 31 jul | 31 jul |
| -------- | ------ | ------ | ------ | ------ | ------ | ------ | ------ | ------ | ------ | ------ | ------ | ------ | ------ | ------ | ------ | ------ | ------ | ------ |
| Feminino |        |        |        |        |        |        |        |        |        | FG     | FG     | FG     | PC     | QF     | PC     | SF     | PC     | F      |

## Qualificação
Doze equipes se classificaram para o torneio masculino de rugby sevens:
| Método                                            | Data                                        | Local       | Vagas | Classificado   |
| ------------------------------------------------- | ------------------------------------------- | ----------- | ----- | -------------- |
| País-sede                                         | —                                           | —           | 1     | Japão          |
| Série Mundial de 2018–19                          | 20 de outubro de 2018 – 16 de junho de 2019 | Vários      | 4     | Nova Zelândia  |
| Série Mundial de 2018–19                          | 20 de outubro de 2018 – 16 de junho de 2019 | Vários      | 4     | Estados Unidos |
| Série Mundial de 2018–19                          | 20 de outubro de 2018 – 16 de junho de 2019 | Vários      | 4     | Canadá         |
| Série Mundial de 2018–19                          | 20 de outubro de 2018 – 16 de junho de 2019 | Vários      | 4     | Austrália      |
| Torneio de Qualificação da América do Sul de 2019 | 1–2 de junho de 2019                        | Lima        | 1     | Brasil         |
| Campeonato da RAN de 2019                         | 6–7 de julho de 2019                        | George Town | 0     | —              |
| Torneio de Qualificação da Europa de 2019         | 13–14 de julho de 2019                      | Cazã        | 1     | Grã-Bretanha   |
| Campeonato Africano de 2019                       | 12–13 de outubro de 2019                    | Jemmal      | 1     | Quênia         |
| Campeonato da Oceania de 2019                     | 7–9 de novembro de 2019                     | Suva        | 1     | Fiji           |
| Torneio de Qualificação da Ásia de 2019           | 9–10 de novembro de 2019                    | Cantão      | 1     | China          |
| Torneio Final de Qualificação Olímpica de 2020    | 19–20 de junho de 2021                      | Mônaco      | 2     | França         |
| Torneio Final de Qualificação Olímpica de 2020    | 19–20 de junho de 2021                      | Mônaco      | 2     | Rússia         |
| Total                                             | Total                                       | Total       | Total | 12             |

- Notas:

1. 1 2  Com a qualificação de Estados Unidos e Canadá pela Série Mundial de 2018–19, a vaga para o campeão da RAN foi realocada para o torneio de qualificação olímpica.
2. ↑  A Grã-Bretanha garantiu a classificação pela performance da Inglaterra, embora também pudesse selecionar jogadores da Escócia e do País de Gales para os Jogos Olímpicos.
3. ↑  A África do Sul venceu o torneio qualificatório, porém recusou a vaga devido à política de rejeitar vagas de torneios continentais. Quênia, como segunda colocada, se classificou em seu lugar.[9]
4. ↑  A Rússia não pode competir usando seu nome e bandeira devido a uma sanção imposta pelo Comitê Olímpico Internacional por violações de doping.[10]

## Formato
As doze equipes foram divididas em três grupos de quatro equipes cada para na fase inicial. Cada uma joga contra todas as demais equipes do grupo, totalizando três partidas. As duas primeiras colocadas de cada grupo, além das duas melhores terceiro colocadas no geral, avançam para a fase eliminatória, enquanto as demais equipes disputam jogos classificatórios do nono ao décimo segundo lugar. A fase eliminatória começa com as quartas de final e os vencedores avançam para as semifinais, enquanto os perdedores das quartas de final disputam a classificação do quinto ao oitavo lugar. Os dois vencedores das semifinais disputam a medalha de ouro, enquanto os dois perdedores disputam o bronze.

## Fase de grupos
A composição dos grupos foi anunciada em 28 de junho de 2021, a um mês do início das primeiras partidas.
Todas as partidas seguem o fuso horário local (UTC+9).

### Grupo A
| Pos | Equipe        | Pts | J | V | E | D | PP | PC | SP  | Classificado     |
| --- | ------------- | --- | - | - | - | - | -- | -- | --- | ---------------- |
| 1   | Nova Zelândia | 9   | 3 | 3 | 0 | 0 | 88 | 28 | +60 | Quartas de final |
| 2   | Grã-Bretanha  | 7   | 3 | 2 | 0 | 1 | 66 | 38 | +28 | Quartas de final |
| 3   | ROC           | 5   | 3 | 1 | 0 | 2 | 47 | 59 | −12 | Quartas de final |
| 4   | Quênia        | 3   | 3 | 0 | 0 | 3 | 19 | 95 | −76 |                  |

| 29 julho 2021 11:00                                            |           |                                                                   |                                                      |
| ROC                                                            | 12–14     | Grã-Bretanha                                                      | Estádio de Tóquio, Tóquio Árbitro: NZL Lauren Jenner |
| Tries: Khamidova 1' m Seredina 12' c Conv.: Seredina (1/2) 13' | Relatório | Tries: Brown (2) 4' c, 14' +1 c Conv.: Aitchison (2/2) 4', 14' +1 | Estádio de Tóquio, Tóquio Árbitro: NZL Lauren Jenner |

| 29 julho 2021 11:30                                                                                   |           |                                               |                                                 |
| Nova Zelândia                                                                                         | 29–7      | Quênia                                        | Estádio de Tóquio, Tóquio Árbitro: GBR Sara Cox |
| Tries: Fluhler 1' m Blyde (2) 3' c, 9' c Woodman 5' m Broughton 11' m Conv.: Nathan-Wong (2/5) 3', 9' | Relatório | Tries: Lindo 7' +1 c Conv.: Okulu (1/1) 7' +1 | Estádio de Tóquio, Tóquio Árbitro: GBR Sara Cox |

| 29 julho 2021 18:30                                                                      |           |                                                                             |                                                    |
| Nova Zelândia                                                                            | 26–21     | Grã-Bretanha                                                                | Estádio de Tóquio, Tóquio Árbitro: AUS Amy Perrett |
| Tries: Blyde (3) 5' c, 7' m, 13' c Nathan-Wong 9' c Conv.: Nathan-Wong (3/4) 6', 9', 14' | Relatório | Tries: Rowland 1' c Jones 2' c Joyce 4' c Conv.: Aitchison (3/3) 1', 3', 4' | Estádio de Tóquio, Tóquio Árbitro: AUS Amy Perrett |

| 29 julho 2021 19:00 |           |                                                    |                                                     |
| ROC | 35–12     | Quênia                                             | Estádio de Tóquio, Tóquio Árbitro: AUS Tyler Miller |
| Tries: Sozonova 2' c Seredina 4' c Shestakova 8' c Tiron 9' c Kukina 13' c Conv.: Seredina (4/4) 2', 4', 8', 9' Lushina (1/1) 14' | Relatório | Tries: Okelo (2) 5' c, 8' m Conv.: Ndunde (1/2) 5' | Estádio de Tóquio, Tóquio Árbitro: AUS Tyler Miller |

| 30 julho 2021 11:00 |           |        |                                                      |
| Grã-Bretanha | 31–0      | Quênia | Estádio de Tóquio, Tóquio Árbitro: NZL Lauren Jenner |
| Tries: Joyce (2) 1' c, 6' m Burton 3' m Jones 9' c Thomson 14' c Conv.: Hunt (1/3) 2' Rowland (1/1) 9' Aitchison (1/1) 14' | Relatório |        | Estádio de Tóquio, Tóquio Árbitro: NZL Lauren Jenner |

| 30 julho 2021 13:00 |           |     |                                                        |
| Nova Zelândia | 33–0      | ROC | Estádio de Tóquio, Tóquio Árbitro: GBR Hollie Davidson |
| Tries: Tui (2) 1' c, 6' c Woodman 7' c Fluhler (2) 10' c, 12' m Conv.: Nathan-Wong (3/3) 2', 6', 7', 10 Willison (0/1) | Relatório |     | Estádio de Tóquio, Tóquio Árbitro: GBR Hollie Davidson |

### Grupo B
| Pos | Equipe | Pts | J | V | E | D | PP | PC  | SP   | Classificado     |
| --- | ------ | --- | - | - | - | - | -- | --- | ---- | ---------------- |
| 1   | França | 9   | 3 | 3 | 0 | 0 | 83 | 10  | +73  | Quartas de final |
| 2   | Fiji   | 7   | 3 | 2 | 0 | 1 | 72 | 29  | +43  | Quartas de final |
| 3   | Canadá | 5   | 3 | 1 | 0 | 2 | 45 | 57  | −12  |                  |
| 4   | Brasil | 3   | 3 | 0 | 0 | 3 | 10 | 114 | −104 |                  |

| 29 julho 2021 9:00                                   |           |                   |                                                        |
| França                                               | 12–5      | Fiji              | Estádio de Tóquio, Tóquio Árbitro: GBR Hollie Davidson |
| Tries: Horta 7' c Okemba 9' m Conv.: Drouin (1/2) 7' | Relatório | Tries: Riwai 3' m | Estádio de Tóquio, Tóquio Árbitro: GBR Hollie Davidson |

| 29 julho 2021 9:30                                                                                             |           |        |                                                   |
| Canadá | 33–0      | Brasil | Estádio de Tóquio, Tóquio Árbitro: GBR Adam Jones |
| Tries: Williams 6' c Wardley (2) 9' c, 14' +1 m Paquin 11' c Landry 13' c Conv.: Landry (4/5) 7', 9', 11', 13' | Relatório |        | Estádio de Tóquio, Tóquio Árbitro: GBR Adam Jones |

| 29 julho 2021 16:30                                      |           |                                                                                      |                                                 |
| Canadá                                                   | 12–26     | Fiji                                                                                 | Estádio de Tóquio, Tóquio Árbitro: GBR Sara Cox |
| Tries: Landry 7' c Moleschi 13' m Conv.: Landry (1/1) 7' | Relatório | Tries: Ulunisau (2) 1' c, 8' m Naimasi 3' c Riwai 5' c Conv.: Riwai (3/4) 1', 4', 6' | Estádio de Tóquio, Tóquio Árbitro: GBR Sara Cox |

| 29 julho 2021 17:00 |           |                                         |                                                      |
| França | 40–5      | Brasil                                  | Estádio de Tóquio, Tóquio Árbitro: AUS Madeline Putz |
| Tries: Ciofani (2) 2' c, 4' m Guérin (2) 6' c, 9' c Ulutule 11' c Grassineau 14' c Conv.: Ulutule (2/3) 3', 7' Izar (3/3) 9', 11', 14' +1 | Relatório | Tries: Silva 8' m Conv.: Kochhann (0/1) | Estádio de Tóquio, Tóquio Árbitro: AUS Madeline Putz |

| 30 julho 2021 9:00 |           |                                         |                                                       |
| Fiji | 41–5      | Brasil                                  | Estádio de Tóquio, Tóquio Árbitro: NZL Selica Winiata |
| Tries: Nakoci 4' c Ulunisau (4) 5' c, 7' m, 10' m, 12' m Naimasi 8' m Likuceva 14' c Conv.: Cavuru (2/4) 5', 5' Riwai (1/3) 14' | Relatório | Tries: Silva 2' m Conv.: Kochhann (0/1) | Estádio de Tóquio, Tóquio Árbitro: NZL Selica Winiata |

| 30 julho 2021 9:30 |           | |                                                       |
| Canadá             | 0–31      | França | Estádio de Tóquio, Tóquio Árbitro: FIJ Tex Rokovereni |
|                    | Relatório | Tries: Okemba 1' c Ciofani 4' m Ulutule 7' c Neisen 11' c Jacquet 14' m Conv.: Ulutule (2/2) 1', 7' Izar (1/2) 11' Drouin (0/1) | Estádio de Tóquio, Tóquio Árbitro: FIJ Tex Rokovereni |

### Grupo C
| Pos | Equipe         | Pts | J | V | E | D | PP | PC | SP  | Classificado     |
| --- | -------------- | --- | - | - | - | - | -- | -- | --- | ---------------- |
| 1   | Estados Unidos | 9   | 3 | 3 | 0 | 0 | 59 | 33 | +26 | Quartas de final |
| 2   | Austrália      | 7   | 3 | 2 | 0 | 1 | 86 | 24 | +62 | Quartas de final |
| 3   | China          | 5   | 3 | 1 | 0 | 2 | 53 | 54 | −1  | Quartas de final |
| 4   | Japão          | 3   | 3 | 0 | 0 | 3 | 7  | 94 | −87 |                  |

| 29 julho 2021 10:00 |           |                                                                                 |                                                       |
| Estados Unidos | 28–14     | China                                                                           | Estádio de Tóquio, Tóquio Árbitro: NZL Selica Winiata |
| Tries: Thomas 5' c Kirshe (2) 10' c, 12' c Canett 14' c Conv.: Heavirland (2/2) 6', 10' Kelter (1/1) 13' Canett (1/1) 14' | Relatório | Tries: Wang W. 3' c Chen K. 14' +1 c Conv.: Chen K. (1/1) 4' Yu X. (1/1) 14' +1 | Estádio de Tóquio, Tóquio Árbitro: NZL Selica Winiata |

| 29 julho 2021 10:30 |           |       |                                                         |
| Austrália | 48–0      | Japão | Estádio de Tóquio, Tóquio Árbitro: CAN Julianne Zussman |
| Tries: Caslick 1' c Tonegato (3) 3' m, 7' +1 m, 10' m Hayes (2) 6' c, 8' c Levi (2) 11' c, 14' m Conv.: Williams (3/3) 1', 6', 8' Hinds (1/2) 12' | Relatório |       | Estádio de Tóquio, Tóquio Árbitro: CAN Julianne Zussman |

| 29 julho 2021 17:30                                                                                  |           |                                                        |                                                       |
| Austrália                                                                                            | 26–10     | China                                                  | Estádio de Tóquio, Tóquio Árbitro: FIJ Tex Rokovereni |
| Tries: Williams 3' c Caslick 6' m Nathan 8' c Ashby 9' c Conv.: Williams (2/3) 3', 8' Hinds (1/1) 9' | Relatório | Tries: Yang F. 1' m Tang M. 13' m Conv.: Chen K. (0/1) | Estádio de Tóquio, Tóquio Árbitro: FIJ Tex Rokovereni |

| 29 julho 2021 18:00                                                               |           |                                              |                                                     |
| Estados Unidos                                                                    | 17–7      | Japão                                        | Estádio de Tóquio, Tóquio Árbitro: POR Paulo Duarte |
| Tries: Maher 1' m Matyas 4' m Ramsey 9' c Conv.: Canett (0/2) Heavirland (1/1) 9' | Relatório | Tries: Koide 13' c Conv.: Yamanaka (1/1) 13' | Estádio de Tóquio, Tóquio Árbitro: POR Paulo Duarte |

| 30 julho 2021 10:00                                                                                         |           |       |                                                   |
| China | 29–0      | Japão | Estádio de Tóquio, Tóquio Árbitro: GBR Adam Jones |
| Tries: Xu X. (2) 1' c, 5' m Wang W. 2' c Tang M. 8' m Yang F. 13' m Conv.: Chen K. (2/4) 1', 2' Yu X. (0/1) | Relatório |       | Estádio de Tóquio, Tóquio Árbitro: GBR Adam Jones |

| 30 julho 2021 10:30                                      |           |                                                                   |                                                         |
| Austrália                                                | 12–14     | Estados Unidos                                                    | Estádio de Tóquio, Tóquio Árbitro: CAN Julianne Zussman |
| Tries: Williams 5' c Hayes 8' m Conv.: Williams (1/2) 6' | Relatório | Tries: Emba 9' c Gustaitis 11' c Conv.: Heavirland (2/2) 10', 11' | Estádio de Tóquio, Tóquio Árbitro: CAN Julianne Zussman |

### Melhores terceiro colocadas
| Pos | Grp | Equipe | Pts | J | V | E | D | PP | PC | SP  | Classificado     |
| --- | --- | ------ | --- | - | - | - | - | -- | -- | --- | ---------------- |
| 1   | A   | ROC    | 5   | 3 | 1 | 0 | 2 | 47 | 59 | −12 | Quartas de final |
| 2   | B   | Canadá | 5   | 3 | 1 | 0 | 2 | 45 | 57 | −12 | Quartas de final |
| 3   | C   | China  | 5   | 3 | 1 | 0 | 2 | 53 | 54 | −1  |                  |

## Fase final
|  | Quartas de final | Quartas de final |                     |              | Semifinal           | Semifinal           |  |  | Final       | Final |
|  |                  |                  |                     |              |                     |                     |  |  |             |       |
|  | 30 de julho      |                  |                     |              |                     |                     |  |  |             |       |
|  |                  |                  |                     |              |                     |                     |  |  |             |       |
|  | Nova Zelândia    | 36               |                     |              |                     |                     |  |  |             |       |
|  | Nova Zelândia    | 36               | 31 de julho         |              |                     |                     |  |  |             |       |
|  | ROC              | 0                |                     |              |                     |                     |  |  |             |       |
|  | ROC              | 0                | Nova Zelândia (pro) | 22           |                     |                     |  |  |             |       |
|  | 30 de julho      |                  | Nova Zelândia (pro) | 22           |                     |                     |  |  |             |       |
|  |                  | Fiji             | 17                  |              |                     |                     |  |  |             |       |
|  | Fiji             | Fiji             | 17                  | 14           |                     |                     |  |  |             |       |
|  | Fiji             |                  | 31 de julho         | 14           |                     |                     |  |  |             |       |
|  | Austrália        | 12               |                     |              |                     |                     |  |  |             |       |
|  | Austrália        | 12               | Nova Zelândia       | 26           |                     |                     |  |  |             |       |
|  | 30 de julho      |                  | Nova Zelândia       | 26           |                     |                     |  |  |             |       |
|  |                  | França           | 12                  |              |                     |                     |  |  |             |       |
|  | Estados Unidos   | França           | 12                  | 12           |                     |                     |  |  |             |       |
|  | Estados Unidos   | 31 de julho      |                     | 12           |                     |                     |  |  |             |       |
|  | Grã-Bretanha     | 21               |                     |              |                     |                     |  |  |             |       |
|  | Grã-Bretanha     | 21               | Grã-Bretanha        | 19           | Disputa pelo bronze | Disputa pelo bronze |  |  |             |       |
|  | 30 de julho      |                  | Grã-Bretanha        | 19           | Disputa pelo bronze | Disputa pelo bronze |  |  |             |       |
|  |                  | França           | 26                  |              |                     |                     |  |  |             |       |
|  | França           | França           | 26                  | 24           | Fiji                | 21                  |  |  |             |       |
|  | França           |                  |                     | 24           | Fiji                | 21                  |  |  |             |       |
|  | China            | 10               |                     | Grã-Bretanha | 16                  |                     |  |  |             |       |
|  | China            | 10               |                     |              | 16                  |                     |  |  |             |       |
|  |                  |                  |                     |              |                     |                     |  |  | 31 de julho |       |
|  |                  |                  |                     |              |                     |                     |  |  |             |       |

|  | Classificação 5–8 | Classificação 5–8 |   |             | Disputa pelo 5º lugar | Disputa pelo 5º lugar |  |
|  |                   |                   |   |             |                       |                       |  |
|  | 31 de julho       |                   |   |             |                       |                       |  |
|  | ROC               | 7                 |   |             |                       |                       |  |
|  | Austrália         | 35                |   |             |                       |                       |  |
|  |                   |                   |   |             |                       |                       |  |
|  |                   |                   |   |             | 31 de julho           |                       |  |
|  |                   |                   |   |             | Austrália             | 17                    |  |
|  |                   | Estados Unidos    | 7 |             |                       |                       |  |
|  |                   |                   |   |             |                       |                       |  |
|  |                   |                   |   |             |                       |                       |  |
|  |                   |                   |   |             | Disputa pelo 7º lugar |                       |  |
|  | 31 de julho       | 31 de julho       |   | 31 de julho | 31 de julho           |                       |  |
|  | Estados Unidos    | 33                |   | ROC         | 10                    |                       |  |
|  | China             | 14                |   |             | China                 | 22                    |  |

|  | Classificação 9–12 | Classificação 9–12 |    |             | Disputa pelo 9º lugar  | Disputa pelo 9º lugar |  |
|  |                    |                    |    |             |                        |                       |  |
|  | 30 de julho        |                    |    |             |                        |                       |  |
|  | Canadá             | 45                 |    |             |                        |                       |  |
|  | Brasil             | 0                  |    |             |                        |                       |  |
|  |                    |                    |    |             |                        |                       |  |
|  |                    |                    |    |             | 31 de julho            |                       |  |
|  |                    |                    |    |             | Canadá                 | 24                    |  |
|  |                    | Quênia             | 10 |             |                        |                       |  |
|  |                    |                    |    |             |                        |                       |  |
|  |                    |                    |    |             |                        |                       |  |
|  |                    |                    |    |             | Disputa pelo 11º lugar |                       |  |
|  | 30 de julho        | 30 de julho        |    | 31 de julho | 31 de julho            |                       |  |
|  | Quênia             | 21                 |    | Brasil      | 21                     |                       |  |
|  | Japão              | 17                 |    |             | Japão                  | 12                    |  |

### Classificação 9º–12º lugar
| 30 julho 2021 16:30 |           |        |                                                     |
| Canadá | 45–0      | Brasil | Estádio de Tóquio, Tóquio Árbitro: AUS Tyler Miller |
| Tries: Williams (3) 2' c, 6' m, 10' c Paquin (2) 7' c, 8' c Benn 8' c Greenshields 14' c Conv.: Landry (4/6) 3', 8', 9', 10' Nicholas (1/1) 14' | Relatório |        | Estádio de Tóquio, Tóquio Árbitro: AUS Tyler Miller |

| 30 julho 2021 17:00                                                                   |           |                                                                    |                                                      |
| Quênia                                                                                | 21–17     | Japão                                                              | Estádio de Tóquio, Tóquio Árbitro: AUS Madeline Putz |
| Tries: Adhiambo 3' c Omondi 7' c Atieno 14' +1 c Conv.: Adhiambo (3/3) 3', 8', 14' +1 | Relatório | Tries: Hara 1' m Koide 8' m Kajiki 10' c Conv.: Yamanaka (1/3) 10' | Estádio de Tóquio, Tóquio Árbitro: AUS Madeline Putz |

### Quartas de final
| 30 julho 2021 17:30 |           |     |                                                 |
| Nova Zelândia | 36–0      | ROC | Estádio de Tóquio, Tóquio Árbitro: GBR Sara Cox |
| Tries: Fitzpatrick 1' c Broughton 2' c Blyde 4' c Woodman (2) 8' c, 13' m Tui 10' c Conv.: Nathan-Wong (2/4) 1', 8' Pouri-Lane (1/2) 10' | Relatório |     | Estádio de Tóquio, Tóquio Árbitro: GBR Sara Cox |

| 30 julho 2021 18:30                                       |           |                                                                        |                                                     |
| Fiji                                                      | 14–12     | Austrália                                                              | Estádio de Tóquio, Tóquio Árbitro: POR Paulo Duarte |
| Tries: Nakoci 1' c Naimasi 3' c Conv.: Riwai (2/2) 1', 3' | Relatório | Tries: Nathan 6' m Caslick 13' c Conv.: Williams (0/1) Hinds (1/1) 13' | Estádio de Tóquio, Tóquio Árbitro: POR Paulo Duarte |

| 30 julho 2021 19:00                                          |           |                                                                          |                                                    |
| Estados Unidos                                               | 12–21     | Grã-Bretanha                                                             | Estádio de Tóquio, Tóquio Árbitro: AUS Amy Perrett |
| Tries: Kirshe 11' m Tapper 14' c Conv.: Heavirland (1/2) 14' | Relatório | Tries: Joyce (2) 1' c, 8' c Brown 2' c Conv.: Aitchison (3/3) 1', 2', 8' | Estádio de Tóquio, Tóquio Árbitro: AUS Amy Perrett |

| 30 julho 2021 19:30                                                                                        |           |                                                     |                                                    |
| França | 24–10     | China                                               | Estádio de Tóquio, Tóquio Árbitro: AUS Amy Perrett |
| Tries: Okemba (2) 4' c, 10' m Drouin 6' m Ciofani 9' c Conv.: Ulutule (2/2) 4', 9' Drouin (0/1) Izar (0/1) | Relatório | Tries: Tang M. (2) 1' m, 12' m Conv.: Chen K. (0/2) | Estádio de Tóquio, Tóquio Árbitro: AUS Amy Perrett |

### Classificação 5º–8º lugar
| 31 julho 2021 10:00                           |           | |                                                       |
| ROC                                           | 7–35      | Austrália | Estádio de Tóquio, Tóquio Árbitro: NZL Selica Winiata |
| Tries: Zdrokova 7' c Conv.: Seredina (1/1) 8' | Relatório | Tries: Nathan 1' c Tonegato 3' c, 9' c Paki 12' c Levi 14' c Conv.: Hinds (3/3) 2', 4', 9' Williams (2/2) 12', 14' | Estádio de Tóquio, Tóquio Árbitro: NZL Selica Winiata |

| 31 julho 2021 10:30                                                                             |           |                                                              |                                                   |
| Estados Unidos                                                                                  | 33–14     | China                                                        | Estádio de Tóquio, Tóquio Árbitro: GBR Adam Jones |
| Tries: Thomas 1' c, 3' c Tapper 6' c Maher 10' m, 14' c Conv.: Heavirland (4/5) 1', 3', 7', 14' | Relatório | Tries: Wang W. 1' c Chen K. 9' c Conv.: Chen K. (2/2) 2', 9' | Estádio de Tóquio, Tóquio Árbitro: GBR Adam Jones |

### Semifinal
| 31 julho 2021 11:00                                                                       |             |                                                                    |                                                    |
| Nova Zelândia                                                                             | 22–17 (pro) | Fiji                                                               | Estádio de Tóquio, Tóquio Árbitro: AUS Amy Perrett |
| Tries: Broughton (2) 2' m, 16' m Woodman 10' c Fluhler 14' m Conv.: Nathan-Wong (1/3) 11' | Relatório   | Tries: Solikoviti 4' c, 9' m Ulunisau 14+' m Conv.: Riwai (1/3) 4' | Estádio de Tóquio, Tóquio Árbitro: AUS Amy Perrett |

| 31 julho 2021 11:30                                                              |           | |                                                     |
| Grã-Bretanha                                                                     | 19–26     | França                                                                                                  | Estádio de Tóquio, Tóquio Árbitro: POR Paulo Duarte |
| Tries: Joyce (2) 5' c, 7' m Smith 11' c Conv.: Aitchison (1/1) 6' Hunt (1/1) 11' | Relatório | Tries: Ciofani (2) 1' c, 8' m Okemba 3' c Bertrand 7' c Conv.: Drouin (2/3) 2', 3' Ulutule (1/1) 7', 9' | Estádio de Tóquio, Tóquio Árbitro: POR Paulo Duarte |

### Disputa pelo décimo primeiro lugar
| 31 julho 2021 9:00                                                                              |           |                                                        |                                                 |
| Brasil                                                                                          | 21–12     | Japão                                                  | Estádio de Tóquio, Tóquio Árbitro: GBR Sara Cox |
| Tries: Kochhann 2' c Silva 7' c Fioravanti 13' c Conv.: Cerullo (2/2) 2', 7' Kochhann (1/1) 13' | Relatório | Tries: Hirotsu 3' c Hara 6' m Conv.: Yamanaka (1/2) 4' | Estádio de Tóquio, Tóquio Árbitro: GBR Sara Cox |

### Disputa pelo nono lugar
| 31 julho 2021 9:30                                                                              |           |                                                       |                                                       |
| Canadá                                                                                          | 24–10     | Quênia                                                | Estádio de Tóquio, Tóquio Árbitro: FIJ Tex Rokovereni |
| Tries: Williams 1' c Farella 3' m, 8' m Landry 10' c Conv.: Landry (2/3) 1', 10' Nicholas (0/1) | Relatório | Tries: Okelo 5' m Ochieng 13' m Conv.: Adhiambo (0/2) | Estádio de Tóquio, Tóquio Árbitro: FIJ Tex Rokovereni |

### Disputa pelo sétimo lugar
| 31 julho 2021 16:30                                   |           |                                                                                   |                                                      |
| ROC                                                   | 10–22     | China                                                                             | Estádio de Tóquio, Tóquio Árbitro: NZL Lauren Jenner |
| Tries: Tiron 3' m Seredina 5' m Conv.: Seredina (0/2) | Relatório | Tries: Wang W. 7' m Yang M. 8' c Xu X. 9' m Chen K. 12' m Conv.: Chen K. (1/4) 8' | Estádio de Tóquio, Tóquio Árbitro: NZL Lauren Jenner |

### Disputa pelo quinto lugar
| 31 julho 2021 17:00                                                             |           |                                                 |                                                         |
| Austrália                                                                       | 17–7      | Estados Unidos                                  | Estádio de Tóquio, Tóquio Árbitro: CAN Julianne Zussman |
| Tries: Nathan 5' m Ashby 8' m Hayes 12' c Conv.: Williams (0/2) Hinds (1/1) 12' | Relatório | Tries: Kirshe 10' c Conv.: Heavirland (1/1) 10' | Estádio de Tóquio, Tóquio Árbitro: CAN Julianne Zussman |

### Disputa pelo bronze
| 31 julho 2021 17:30                                                    |           |                                                                |                                                     |
| Fiji                                                                   | 21–12     | Grã-Bretanha                                                   | Estádio de Tóquio, Tóquio Árbitro: POR Paulo Duarte |
| Tries: Nakoci 1' c, 6' c Ulunisau 10' c Conv.: Riwai (3/3) 1', 6', 10' | Relatório | Tries: Jones 9' m, 12' c Conv.: Aitchison (0/1) Hunt (1/1) 12' | Estádio de Tóquio, Tóquio Árbitro: POR Paulo Duarte |

### Final
| 31 julho 2021 18:00                                                                                  |           |                                                        |                                                 |
| Nova Zelândia                                                                                        | 26–12     | França                                                 | Estádio de Tóquio, Tóquio Árbitro: GBR Sara Cox |
| Tries: Blyde 1' c Broughton 5' m Fluhler 6' c Nathan-Wong 11' c Conv.: Nathan-Wong (3/4) 1', 7', 11' | Relatório | Tries: Drouin 3' m Ciofani 8' c Conv.: Drouin (1/2) 9' | Estádio de Tóquio, Tóquio Árbitro: GBR Sara Cox |

## Classificação final
| Pos.              | Equipe             | Jogos | Pontos | Méd. pts. | Tries | Méd. tries |
| ----------------- | ------------------ | ----- | ------ | --------- | ----- | ---------- |
| Medalha de ouro   | NZL Nova Zelândia  | 6     | 172    | 28.67     | 28    | 4.67       |
| Medalha de prata  | FRA França         | 6     | 145    | 24.17     | 28    | 3.83       |
| Medalha de bronze | FIJ Fiji           | 6     | 124    | 20.67     | 28    | 3.33       |
| 4                 | GBR Grã-Bretanha   | 6     | 118    | 19.67     | 28    | 3.00       |
| 5                 | AUS Austrália      | 6     | 150    | 25.00     | 28    | 4.00       |
| 6                 | USA Estados Unidos | 6     | 111    | 18.50     | 28    | 2.83       |
| 7                 | CHN China          | 6     | 99     | 16.50     | 28    | 2.83       |
| 8                 | ROC                | 6     | 64     | 10.67     | 28    | 1.67       |
| 9                 | CAN Canadá         | 5     | 114    | 22.80     | 28    | 3.60       |
| 10                | KEN Quênia         | 5     | 50     | 10.00     | 28    | 1.60       |
| 11                | BRA Brasil         | 5     | 31     | 6.20      | 28    | 1.00       |
| 12                | JPN Japão          | 5     | 36     | 7.20      | 28    | 1.20       |